# ريتشارد ليكومت
ريتشارد ليكومت (بالفرنسية: Richard Lecomte)‏ هو لاعب كرة قدم فرنسي، ولد في 30 مارس 1964 في روان في فرنسا. لعب مع نادي أميين ونادي روان ونادي غانغون.

## وصلات خارجية
- ريتشارد ليكومت على موقع قاعدة بيانات كرة القدم.إي يو (الإنجليزية)